# Joe DeRita
Curly-Joe DeRita (Filadélfia, 12 de julho de 1909 - Woodland Hills, 3 de julho de 1993), nascido Joseph Wardell,  foi um ator e comediante americano, conhecido por haver participado da série Os Três Patetas/Os Três Estarolas, grupo do qual foi o último sobrevivente.

## Início da carreira
Nascido como Joseph Wardell, na Filadélfia, em 12 de julho de 1909. Era filho da dançarina Florenz DeRita e do técnico de palco, Frank Wardell. Ele era o mais jovem de seus 5 irmãos. Sua origem no meio artístico o fez estrear no show business ainda criança, com a idade de sete anos, junto aos pais na versão teatral de “Peck's Bad Boy” baseado na obra de George Wilbur Peck.
Tomando o nome de solteira de sua mãe, DeRita, o ator se juntou ao circuito burlesco durante a década de 1920, ganhando fama como um comediante. Joe continuou atuando no burlesco até 1942, quando chegou á Califórnia para estrelar no teatro Music Box, em Hollywood. Sua atuação foi tão boa que a MGM lhe ofereceu um contrato. Sua estreia cinematográfica, no entanto, deu-se apenas em 1944, no filme “The Doughgirls” ao lado de Ann Sheridan, para a Warner Bros. Durante este período de sua carreira, Joe atuou em outros filmes como The Sailor Takes a Wife (MGM, 1945) e People Are Funny (Paramount, 1946). Na época da Segunda Guerra Mundial, DeRita atuou junto à USO realizando diversas viagens pelo mundo junto a estrelas de Hollywood, como Bing Crosby e Randolph Scott.
Depois de regressar à América, Joe atou no Hollywood Casino em Los Angeles e fez participações em dois programas de rádio com Crosby: Philco Hall of Fame e Cavalcade of America.

## Os Três Patetas (1959-1970)
Apesar de sua carreira artística, o nome de Joe DeRita estava longe de ser conhecido. Apenas após a sua participação de 12 anos com Os Três Patetas que ele finalmente conseguiu se tornar uma celebridade.
The Three Stooges (Os Três Patetas, no Brasil; Os Três Estarolas, em Portugal), era um famoso grupo de comédia formado por Curly Howard, Larry Fine e Moe Howard. O trio estrelou vários curtas-metragens na Columbia Pictures, durante os anos 30, 40 e 50. Curly sofreu um AVC em 1946, o que o forçou a se aposentar, falecendo alguns anos depois, em 1952. Seu irmão Shemp Howard, que seria um dos Três Patetas originais, antes de deixar o grupo em 1932 para seguir carreira solo, voltou apenas para substituí-lo temporariamente.
Nessa época, Joe DeRita, também já estrelava em curtas da Columbia (The Good Bad Egg, Wedlock Deadlock, Slappily Married e Jitter Bughouse). O diretor-produtor dos Três Patetas, Jules White, tentou recrutar Joe DeRita para o grupo, porque queria "outro Curly". No entanto, DeRita se recusou a abandonar seu ato ou imitar outro comediante e com isso, White, eventualmente desistiu de DeRita (o contrato de curta duração de DeRita não foi renovado após quatro filmes, sendo que o último foi Jitter Bughouse). DeRita retornou ao burlesco e gravou um LP em 1950 chamado Burlesque Uncensored.
Shemp faleceu inesperadamente de um ataque cardíaco em 1955 e foi substituído por Joe Besser. A Columbia acabou por encerrar a divisão que produzia os curtas-metragens no final de 1957 e Besser deixou o grupo, para cuidar de sua esposa doente. Moe e Larry, os dois Patetas restantes, consideraram seriamente a aposentadoria. Em seguida, a subsidiária de TV da Columbia, Screen Gems, sindicou os curtas dos Três Patetas para a televisão, o que permitiu que eles recomeçassem suas carreiras.
Moe e Larry agora tinham muitas ofertas de emprego, mas precisavam de um "terceiro Pateta". Larry tinha visto DeRita em um noivado, no palco de Las Vegas e disse a Moe que ele seria perfeito para o papel. Moe e Larry convidaram DeRita para participar do grupo e desta vez, ele aceitou prontamente.
Quando se apresentou pela primeira vez com eles, em 1959 (pouco depois de aparecer em um papel dramático em The Bravados), DeRita usava seu cabelo, em um estilo semelhante ao do ex-Pateta, Shemp. Ele fazia isso durante as suas primeiras apresentações ao vivo. No entanto, com a popularidade do grupo restaurada graças a televisão, que exibia os curtas estrelados por Curly, Moe sugeriu que Joe raspasse sua cabeça, afim de lembar o seu aclamado irmão mais novo. No início, DeRita rejeitou isso, mas depois aceitou. Devido à sua semelhança física com Curly e Joe Besser e para evitar confusão com seus antecessores, DeRita foi rebatizado de Curly-Joe. Até esta data, ele era conhecido apenas por "Joe".
A equipe embarcou em uma nova série de seis filmes de longa-metragem, começando por Have Rocket, Will Travel (1959), que marcou a estréia de Curly-Joe como terceiro Pateta. Destinados especialmente para as crianças, esses filmes raramente atingiam o mesmo sucesso que seus clássicos curtas e muitas vezes, aproveitavam rotinas e canções dos mesmos.
As idades avançadas de Moe e Larry - Moe tinha 62 anos e Larry tinha 57, na época do primeiro filme de Curly Joe - além da pressão da PTA (Associação de Pais e Mestres) e de outros defensores das crianças, resultaram no enfraquecimento da marca registrada do trio que seria a comédia física. Curly-Joe, apesar de possuir uma aparência que era vagamente uma reminiscência do aclamado "Curly", além de sua caracterização mais suave, era muito inferior ao original, que era um homem-criança, maníaco e surreal. Apesar disso, muitos o consideram como o melhor Pateta que apareceu, depois de Curly e Shemp.
Na visão do diretor Norman Maurer: "Ele era o melhor substituto que Curly já teve. Joe era bom em improvisar como Curly em vários aspectos, com a graça do ballet, apesar de seu peso. Poderia atuar - não tão engraçado como Curly - mas chegava perto e era difícil de acreditar que um cara tão grande poderia fazê-lo." No estúdio, no entanto, houve momentos em que Curly-Joe tinha seus dias ruins. "De vez em quando, Joe era temperamental, mas era uma coisa passageira.", Maurer lembra. "Na maioria dos casos, Joe era um bom rapaz e fez um ótimo trabalho."
Durante a década de 1960, Curly-Joe permaneceu como um membro da equipe, participando da série de desenhos animados The New Three Stooges (com apresentações ao vivo) e um piloto para uma série de televisão que acabou sendo cancelada, chamada Kook's Tour. No entanto, durante a produção de Kook's Tour, Larry sofreu um AVC em 1970, posteriormente se aposentando e falecendo em 1975. Com a saída de Larry, o antigo ator de apoio dos Três Patetas, Emil Sitka, foi nomeado como "o terceiro Pateta", mas nunca conseguiu estrelar um filme com o grupo. Antes da morte de Moe, também em 1975, os Três Patetas (já com Sitka substituindo o falecido Larry) planejaram filmar um filme chamado The Jet Set (mais tarde produzido com os membros sobreviventes dos Ritz Brothers e lançado como Blazing Stewardesses). 
Na década de 70, atendendo uma sugestão de Moe (que já estava doente), Curly-Joe tentou formar um "novo" Três Patetas. Ele recrutou dois comediantes veteranos de Vaudeville - Mousie Garner e Frank Mitchell - para substituir Moe e Larry para apresentações no teatro. Mas, não conseguiram o mesmo sucesso de antes. Além disso, Curly-Joe DeRita foi eventualmente forçado, por questões de saúde, a se aposentar, terminando definitivamente o grupo. Mitchell, décadas antes, teria trabalhado com Ted Healy, (o antigo líder do grupo) em uma tentativa desesperada do último, para substituir os Patetas originais, depois que eles o abandonaram. Mitchell também tinha substituído Shemp como o "terceiro Pateta" em uma peça da Broadway em 1929. Garner também teria trabalhado com Healy como um de seus "Patetas substitutos" décadas anteriores e foi brevemente considerado como substituto de Joe Besser, em 1958.

## Depois dos Três Patetas
Até a década de 1980, o trio mantinha uma grande popularidade com maratonas de exibição de seus filmes na televisão estadunidense, fãs clubes, além da venda de produtos com sua marca. Quando a carreira artística de Joe DeRita terminou, ele mudou-se com a esposa Jean, para o sul da Califórnia, onde continuava recebendo cartas de fãs de todas as partes do mundo.
Em 30 de agosto de 1983, Os Três Patetas ganharam uma estrela na Calçada da Fama, em Hollywood. Na ocasião, Joe Besser foi o único membro do grupo a aparecer na cerimônia. Joe DeRita estava doente e não pode comparecer com Emil Sitka falando por ele. Algum tempo depois, Besser faleceu em 1988, fazendo com que DeRita se tornasse o último "Pateta" a morrer.
No ano 2000, a ABC exibiu um filme feito para a televisão sobre os Três Patetas, com o ator Peter Callan, que tinha uma semelhança estranha com DeRita, interpretando-o.

## Morte
Em 3 de julho de 1993, DeRita faleceu de pneumonia, nove dias antes de seu aniversário de 84 anos, no Motion Picture & Television Country House and Hospital em Woodland Hills, Califórnia. DeRita foi enterrado em uma sepultura no Pierce Brothers Valhalla Memorial Park Cemetery em North Hollywood, Califórnia. Sua lápide diz "O Último Pateta" (embora Emil Sitka tenha falecido em 1998, sua posição como "Pateta oficial", ainda é discutível, já que nunca apareceu em nenhum filme, atuando como tal).

## Vida pessoal
DeRita casou-se com uma corista chamada Bonnie Brooks em 1935. Depois de sua morte em 1965, Joe se casou com Jean Sullivan. Os filhos de Sullivan de um relacionamento anterior, Earl e Robert Benjamin, controlam os direitos de licenciamento de muitas celebridades falecidas, juntamente com Os Três Patetas, através da C3 Entertainment.
Embora DeRita gostasse de trabalhar com Moe e Larry e ganhasse a vida fazendo isso, ele não era um fã do humor dos Três Patetas. Ele disse uma vez ao entrevistador o seguinte:
| “ | "Eu não acho que os Patetas eram engraçados. Eu não estou brincando, eu estou dizendo a verdade - eles eram físicos, mas simplesmente não tinham nenhum humor sobre isso. Tomemos, por exemplo, O Gordo e o Magro. Eu posso assistir seus filmes e ainda rir deles e talvez, já os tenha visto quatro ou cinco vezes antes. Mas quando vejo apenas uma torta na cara ou uma garrafa de seltzer, eu sei que não é bom mentir por nenhuma razão. Eu estive com os Patetas por 12 anos e foi um trabalho muito agradável, mas não acho que eles eram engraçados." | ” |

Mesmo durante seus anos como um Pateta, Joe lembrou que dificilmente estava com Moe e Larry fora do estúdio. "Nós nunca fomos sociáveis, a menos que fosse para uma promoção de um filme, uma estréia ou uma reunião de negócios. Moe conhecia juízes, médicos, pessoas ricas. Teve seu círculo de amigos, assim como Larry também tinha os seus..". Apesar de sua indiferença com a comédia da equipe, DeRita não tinha nada além de respeito e apreciação pelos Patetas.
Joe passava a maior parte de seu tempo lendo ou assistindo televisão, mas o seu passatempo favorito era ouvir música clássica. Quanto aos gostos e desgostos, Joe considerava George Raft, Buster Crabbe e Johnny Weissmuller como os três piores atores de Hollywood. Seu filme favorito com os Três Patetas era The Three Stooges Go Around the World in a Daze (Columbia, 1963)
DeRita era o único membro dos Patetas que não era judeu.

## Filmografia
| Ano  | Título                                          | Papel                         | Notas                                 |
| ---- | ----------------------------------------------- | ----------------------------- | ------------------------------------- |
| 1943 | Thank Your Lucky Stars                          | Homem cordial (não-creditado) |                                       |
| 1944 | The Doughgirls                                  | Estrangeiro (não-creditado)   |                                       |
| 1945 | The Sailor Takes a Wife                         | Garçom (não-creditado)        |                                       |
| 1946 | People Are Funny                                | Pequena aparição cômica       |                                       |
|      | The French Key                                  | Fox                           |                                       |
|      | High School Hero                                | Tiny                          |                                       |
|      | Slappily Married (curta-metragem)               | Joe Bates                     | Série Joe DeRita                      |
| 1947 | The Good Bad Egg (curta-metragem)               | Mr. Priggle                   | Série Joe DeRita                      |
|      | Wedlock Deadlock (curta-metragem)               | Eddie                         | Série Joe DeRita                      |
| 1948 | Jitter Bughouse (curta-metragem)                | Joe                           | Série Joe DeRita                      |
|      | Coroner Creek                                   | Bartender (não-creditado)     |                                       |
| 1958 | The Bravados                                    | Mr. Simms (não-creditado)     |                                       |
| 1959 | Have Rocket, Will Travel                        | Curly Joe                     |                                       |
| 1960 | The Three Stooges Scrapbook                     | Curly Joe                     | Piloto para série de TV, não exibido  |
| 1961 | Snow White and the Three Stooges                | Curly Joe                     |                                       |
| 1962 | The Three Stooges Meet Hercules                 | Curly Joe                     |                                       |
|      | The Three Stooges in Orbit                      | Curly Joe                     |                                       |
| 1963 | The Three Stooges Go Around the World in a Daze | Curly Joe                     |                                       |
|      | It's a Mad, Mad, Mad, Mad World                 | Bombeiro Curly Joe            | aparição sem crédito                  |
|      | 4 for Texas                                     | Curly Joe                     |                                       |
| 1965 | The Outlaws Is Coming                           | Curly Joe                     |                                       |
|      | The New Three Stooges (série de TV)             | Curly Joe                     |                                       |
|      | Danny Thomas Meets the Comics (filme de TV)     | Curly Joe                     |                                       |
| 1966 | The Adventures of Ozzie & Harriet (série de TV) | Homem com pirulito            |                                       |
| 1967 | Off to See the Wizard (série de TV)             | "Three Men in a Tub"          |                                       |
| 1968 | Star Spangled Salesman (curta-metragem)         | Curly Joe                     |                                       |
| 1970 | Kook's Tour                                     | Curly Joe                     | Piloto para série de TV, não exibido. |